# Lingua aceh

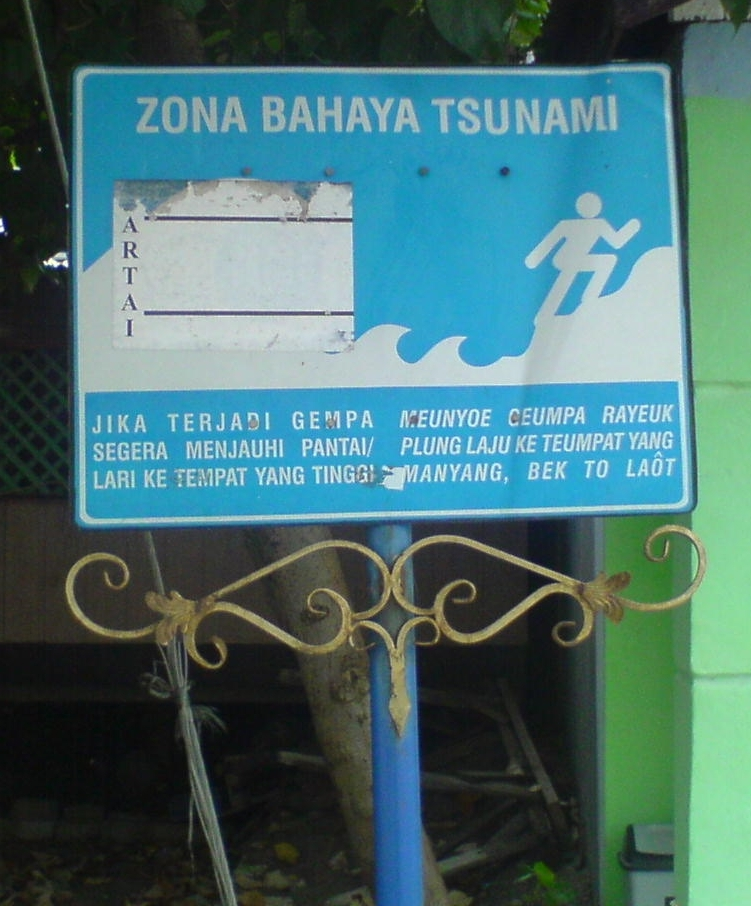
Cartello bilingue in indonesiano e aceh

La lingua aceh o achinese (Jawi: بهسا اچيه) è una lingua maleo-polinesiaca parlata in Aceh, Sumatra, Indonesia.

## Dialetti
Esistono almeno 10 dialetti achinesi: Pasè, Peusangan, Matang, Pidië, Buëng, Banda, Daya,  Meulabôh, Seunagan e Tunong.

## Scrittura
In passato era scritta tramite l'uso dei caratteri dell'alfabeto Jawi, derivato da quello arabo. Attualmente è largamente preferito l'utilizzo dell'alfabeto latino, cui vengono aggiunte le lettere: "é", "è", "ë", "ö" e "ô".